# Edmund Dejanicz von Gliszczynski
Edmund Joseph Dejanicz von Gliszczynski (17 tháng 3 năm 1825 tại Breslau – 15 tháng 10 năm 1896 tại thái ấp Rittergut Kostau gần Kreuzburg, tỉnh Schlesien) là một chủ điền trang, đại diện Đảng Trung tâm (Zentrumspartei) tại Viện Đại biểu Phổ đồng thời là Thiếu tướng quân đội Phổ. Ông đã từng tham gia ba cuộc chiến tranh thống nhất nước Đức kể từ năm 1864 cho đến năm 1871.

## Gia đình
Ông sinh vào tháng 3 năm 1825 ở thủ phủ tỉnh Schlesien, trong gia đình quý tộc cổ Glisczynski có nguồn gốc từ Pomerellen. Cái tên Glisczynski của dòng họ này được đặt theo tên địa danh Gliśno Wielkie, nơi sự tồn tại gia đình được đề cập đến lần đầu tiên vào năm 1374. Ông đã thành hôn với bà Therese Gräfin von Schmackowsky.

## Tiểu sử

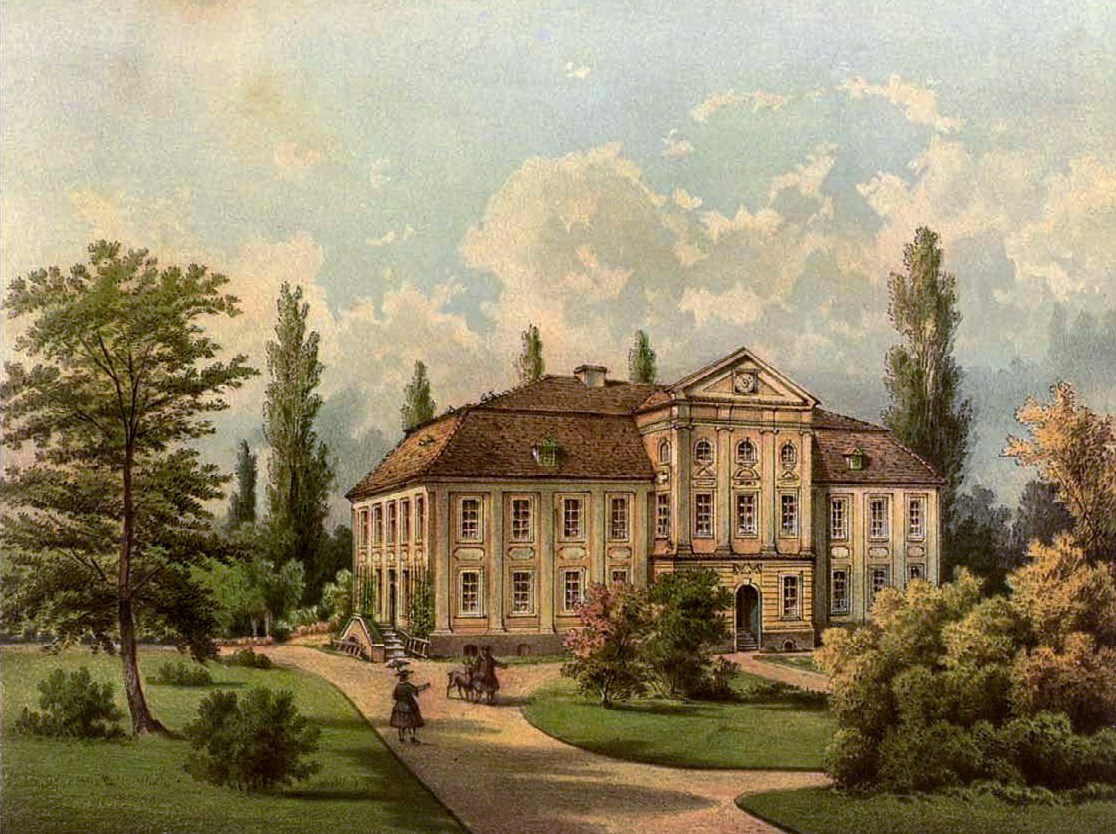
Dinh thự Kostau năm 1860, bộ sưu tập của Alexander Duncker

Thời trẻ, ông học tập quân sự trong quân đoàn Thiếu sinh quân của Vương quốc Phổ và nhập ngũ vào năm 1842. Ban đầu, ông phục vụ trong Trung đoàn Phóng lựu Cận vệ số 2 Hoàng đế Franz với cấp hàm Thiếu úy. Ông đã tham chiến trong cuộc Chiến tranh Đức-Đan Mạch lần thứ nhất năm 1848. Kể từ năm 1850 cho đến năm 1852, ông là tư vấn quân sự cho Vương công kế vị Heinrich IV xứ Reuß-Gera ở Đại học Bonn. Ông đi học ở Học viện Quân sự tại Berlin kể từ năm 1854. Từ năm 1860, ông giữ một chức đại đội trưởng trong Trung đoàn Phóng lựu Cận vệ số 4 (Vương hậu). Bốn năm sau, vào năm 1864 ông chiến đấu trong cuộc Chiến tranh Đức-Đan Mạch lần thứ hai. Trong trận đột chiếm Düppel, ông bị trọng thương. Về sau, ông cũng tham chiến trong các cuộc chiến tranh với Áo năm 1866 và với Pháp từ năm 1870 đến năm 1871. Vào tháng 7 năm 1870, ông là Đại tá và Chỉ huy trưởng Trung đoàn Dân quân Phóng lựu Cận vệ số 2. Đế tháng 8 năm đó, ông trở thành Trung đoàn trưởng Trung đoàn Bắn súng hỏa mai số 90 Mecklenburg, trên cương vị này ông một lần nữa bị thương ở phía trước Orleans. Hai năm sau khi chiến tranh chấm dứt, ông được bổ nhiệm làm trấn thủ Stralsund vào năm 1873. Đến năm 1875, với quân hàm Thiếu tướng, Glisczynski giã từ binh nghiệp và chú tâm vào việc cai quản điền trang của mình.
Glisczynski là chủ điền trang Kostau với nông trang Vorwerk Antonienhof rộng 827 hecta. Kể từ năm 1879 cho đến năm 1896, ông là thành viên Viện Đại biểu Phổ, ban đầu là đại biểu cho khu vực bầu cử quận trực thuộc trung ương Oppeln 6 (Pleiß - Rybnik) và từ năm 1894 ông là đại biểu khu vực bầu cử Oppeln 1 (Kreuzburg - Rosenberg). Ông từ trần vào tháng 10 năm 1896 tại điền trang của mình.